# Rheocles
Rheocles D. S. Jordan & C. L. Hubbs, 1919 é um género de peixes de água doce da  ordem Atheriniformes com distribuição natural restrita a alguns habitats de florestados dos planaltos do centro e leste de Madagáscar, incluindo o rio Nosivolo. As espécies deste género parecem alimentar-se quase exclusivamente de material alóctone, primariamente de insectos que caem sobre a superfície das águas.

## Descrição
As espécies que integram o género Rheocles são peixes robustos, com comprimento corporal até 18 cm, com o corpo exibindo pequena compressão lateral. As espécies R. vatosoa e R. derhami apresentam dimorfismo sexual, com os machos a apresentar maior tamanho adulto, coloração e pigmentação mais vistosa, bem como desenvolvimento pronunciado das barbatanas simples.
A dependência deste género em relação aos biótopos florestados sugere, como acontece com muitas outras espécies adaptadas às florestas tropicais húmidas, que Rheocles é extrememente vulnerável às pressões ambientais resultantes da desflorestação.

## Taxonomia
Um estudo publicado em 1990 considerou o género como sendo um táxon monofilético. Contudo, numa análise publicada em 2004, considerou-se  Rheocles como parafilético, formando dois clades distintos, com R. alaotrensis, R. lateralis e R. wrightae (todas espécies com dimorfismo sexual discernível) como táxon-irmão do resto dos Bedotiidae, incluindo Bedotia como clade-irmão de R. vatosa + R. derhami. R. pellegrini e R. sikorae foram excluídos deste estudo devido à falta de material genético disponível, mas R. sikorae é considerada táxon-irmão de R. wrightae.
No género Rheocles são reconhecidas as seguintes espécies validamente decritas:
- Rheocles alaotrensis (Pellegrin, 1914) (Katrana)
- Rheocles derhami Stiassny & D. M. Rodríguez, 2001
- Rheocles lateralis Stiassny & Reinthal, 1992
- Rheocles pellegrini (Nichols & La Monte, 1931)
- Rheocles sikorae (Sauvage, 1891)
- Rheocles vatosoa Stiassny, D. M. Rodríguez & Loiselle, 2002
- Rheocles wrightae Stiassny, 1990